# 布引山 (福島県)
布引山（ぬのびきやま）は、福島県伊達郡川俣町の中心市街地の北部にある山である。

## 概要
別名は鳴神堂（なりかみどう）と呼ばれる。標高429.9m、阿武隈高地に属する。布引山探索路はふくしまの遊歩道50選のひとつ。
山の周囲の小神地区、鶴沢地区、川俣地区、小島地区から各々の登山道がある。
川俣小学校の脇から伸びる登山道は山腹にあるテレビの中継塔を経由する。
東には花塚山、南に口太山、北西に女神山と標高500mから900m程度の山々が周囲に広がる。
南麓には春日神社が鎮座する。